# Dahi Chalfan Tamim
Dahi Chalfan Tamim (arabisch ضاحي خلفان تميم, DMG Ḍāḥī Ḫalfān Tamīm; * 1. Oktober 1951; auch: Dhahi Khalfan Tamim) ist der Polizeichef des Emirats Dubai. Er hat den Rang eines Generalleutnants.
Tamim hat 1970 am „Royal Police College“ in Amman studiert. 1979 wurde er stellvertretender Polizeichef von Dubai. Für seine Verdienste wurde Tamim von Kronprinz Hamdan bin Raschid Al Maktum mit dem Verdienstorden Erster Klasse ("Service Order of First Class") und der Anerkennungsmedaille Erster Klasse ("Appreciation Medal of First Class") ausgezeichnet.
1980 wurde er zum Leiter der Polizeikräfte von Dubai befördert. Er übernahm Anfang 2010 die Ermittlungen im Mordfall Mahmud al-Mabhuh.
Tamim ist zudem Präsident des e-TQM College der Hamdan Bin Mohammed Smart University. Er lebt mit seiner Frau und fünf Kindern in Jumeirah.